# Thomas Stadler (Fußballspieler, 1986)
Thomas Stadler (* 9. Jänner 1986 in Bad Ischl) ist ein ehemaliger österreichischer Fußballspieler, -trainer und -funktionär.

## Karriere

### Über Bad Goisern nach Ried im Innkreis
Stadler wurde am 9. Jänner 1986 in Bad Ischl geboren, wuchs jedoch im nahen Bad Goisern auf. Seine fußballerische Laufbahn begann er im Alter von sieben Jahren in den Nachwuchsteams des SV Bad Goisern, wobei er anfangs vor allem als Verteidiger zum Einsatz kam. Mit 15 Jahren wechselte er in die Jugendabteilung der SV Ried und kam in dieser in sämtlichen Nachwuchspielklassen bis zur U-19-Akademiemannschaft zum Einsatz. In den frühen 2000er Jahren schaffte er den Sprung in die zweite Mannschaft der Rieder, die unter anderem in der Saison 2004/05 – nach einer Spielgemeinschaft mit dem SV Riedau – als SV Riedau/Ried II auftrat. Ab der Spielzeit 2005/06 ging das Team eine langjährige Spielgemeinschaft mit dem SV Neuhofen ein und spielte fortan unter dem Namen SV Neuhofen/Ried II. In ebendieser Spielzeit agierte Stadler offensiv äußerst torgefährlich und erzielte bei 24 Meisterschaftseinsätzen 15 Tore. Mit seinen 15 Treffern belegte er in der mannschaftsinternen Torschützenliste mit einem Tor Vorsprung auf Daniel Sobkova den ersten Platz; in der ligaweiten Torschützenliste reichte es lediglich für Platz 8. Mit der Mannschaft belegte er im Endklassement hinter dem SK Bad Wimsbach 1933 den zweiten Tabellenplatz in der sechstklassigen Bezirksliga Süd, womit die Mannschaft nur knapp am Aufstieg in die nächsthöhere Landesliga West scheiterte. Ebenfalls in diesem Zeitraum kam Stadler in mindestens einem Länderspiel der österreichischen U-19-Nationalmannschaft (ein 2:2-Remis gegen die Niederlande am 23. März 2005) zum Einsatz.

### Leihstationen in Kapfenberg und Waidhofen/Ybbs; Abstieg mit Bad Aussee
Im Sommer 2006 wechselte Stadler auf Leihbasis zur Kapfenberger SV seinen ersten Profivertrag in die zweitklassige Erste Liga. Sein Profidebüt hatte er gleich im ersten Saisonspiel am 1. August 2006, als er bei einer 1:5-Auswärtsniederlage gegen den FC Gratkorn von seinem Trainer Drazen Svalina von Spielbeginn an eingesetzt und ab der 78. Minute durch René Pitter ersetzt wurde. In den ersten zwei Monaten bei den Kapfenbergern kam er zumeist abwechselnd in der Profimannschaft und der in der fünftklassigen Oberliga Nord spielenden Amateurmannschaft zum Einsatz. Für diese absolvierte er zwischen August und Oktober 2006 sechs Meisterschaftsspiele und erzielte fünf Treffer. Bei den Profis, bei denen er zumeist entweder im linken oder rechten Mittelfeld zu Einsatzminuten fand, blieb er zwölf Runden sieglos und feierte erst in der 13. Meisterschaftsrunde gegen den FC Admira Wacker Mödling den ersten Saisonsieg. Bis zur Winterpause 2006/07 kam Stadler auf 16 Einsätze in der Ersten Liga, in denen er selbst allerdings torlos blieb.
Nach nur einem halben Jahr wechselte er im Jänner 2007 – erneut auf Leihbasis – zum FC Waidhofen/Ybbs in die Regionalliga Ost. Unter Sandu Tăbîrcă debütierte er gleich im ersten Spiel des Frühjahres und steuerte bei diesem 2:2-Auswärtsremis gegen das PSV Team für Wien einen Treffer bei. Im weiteren Verlauf der Saison etablierte sich der zunehmend defensiv eingesetzte Goiserer als Stammspieler der Niederösterreicher und absolvierte bis zum Saisonende 14 Meisterschaftsspiele, in denen er ein Tor erzielte. Die Mannschaft belegte schließlich Rang 7 und damit einen Platz im Tabellenmittelfeld. Im Sommer 2007 wurde Stadler vom Zweitligaaufsteiger SV Bad Aussee verpflichtet. Während das BNZ Ried im August 2005 von einem leihweisen Wechsel Stadlers nach Bad Aussee berichtete, schrieben andere österreichische Medien von einem fixen Wechsel Stadlers ins steirische Salzkammergut. Unter Heinz Thonhofer und Ivo Gölz, der Thonhofer ab Mitte April 2008 ablöste, kam der gebürtige Oberösterreicher als Stammspieler zu seinen Einsätzen. Nach 29 von 33 möglich gewesenen Ligaauftritten war Stadler erneut torlos geblieben und hatte auch nur einen einzigen Assist beigesteuert. Mit der Mannschaft rangierte er weit abgeschlagen am letzten Tabellenplatz. Für den Klub begann damit eine Talfahrt, die nur ein Jahr später in einem Konkurs und der Vereinsauflösung endete.

### Stammspieler in Leoben und Dornbirn
Nach dem Abstieg der Ausseer aus der Ersten Liga wurde er im Sommer 2008 vom Ligakonkurrenten DSV Leoben unter Vertrag genommen, wo er sich unter Trainer Heimo Kump auf Anhieb als Stammspieler etablierte. Unter Kump, der selbst erst von der zweiten Mannschaft des Grazer AK in die Obersteiermark gekommen war, verpasste er nur zwei Ligaspiele und kam am Ende auf 31 Einsätze, einen Treffer sowie vier Torvorlagen. Der finanziell schwer angeschlagene Verein hatte im Februar 2009 Konkurs angemeldet und war damit bereits als Fixabsteiger festgestanden. Ein elfter Platz im Endklassement hätte jedoch auch sportlich nicht für einen Klassenerhalt in der zweithöchsten Spielklasse Österreichs gereicht.
Nach dem Abstieg der Leobener im Sommer 2009 schloss sich Stadler, der aufgrund der Insolvenz der Leobener ablösefrei geworden war, dem Zweitligaaufsteiger FC Dornbirn aus Vorarlberg an. Bei den Dornbirnern versäumte Stadler nur ein einziges Saisonspiel und war mit sieben Toren und zwei Assists der offensiv gefährlichste Spieler der Vorarlberger in dieser Saison. Dennoch reichte dies nicht für den Klassenerhalt des FC Dornbirn, der 23 seiner 33 Ligapartien verlor und mit 81 Gegentreffern den höchsten und mit lediglich 24 erzielten Toren den niedrigsten Wert der gesamten Liga verzeichnete. Für Stadler bedeutete dies den dritten Abstieg aus der zweithöchsten österreichischen Fußballliga in Folge. Im ÖFB-Cup 2009/10 war er mit vier Toren aus drei Spielen ebenfalls torgefährlich in Erscheinung getreten, war mit der Mannschaft jedoch bereits im Achtelfinale vorzeitig ausgeschieden.

### Ende der Profikarriere und Wechsel in den Amateurbereich
Nachdem er im Alter von 24 Jahren seine Profikarriere aufgrund seines beruflichen Einstiegs als Bankkaufmann beendet hatte, wechselte er zur Saison 2010/11 auf Amateurebene zum SV Bad Goisern. Mit Goisern schaffte er den Sprung von der sechstklassigen Bezirksliga Süd über die fünftklassige Landesliga West bis in die viertklassige OÖ Liga. Nur knapp scheiterte der Verein als Vizemeister der OÖ Liga 2013/14 – der größte Triumph in der 90-jährigen Vereinsgeschichte – an einem weiteren Aufstieg in die Regionalliga Mitte.
In der Spielzeit 2010/11 wurde er mit 22 Treffern Torschützenkönig. In der darauffolgenden Saison erzielte er 25 Tore in ebenso vielen Spielen, belegte jedoch nur den dritten Platz in der Torschützenliste. 2012/13 erreichte er mit 19 Treffern den zweiten Rang. Nach dem Aufstieg in die Viertklassigkeit ließ seine Torgefährlichkeit ab der Saison 2013/14 deutlich nach, als er den langjährigen Trainer Franz Scherpink ablöste und fortan als Spielertrainer fungierte. Ab der Winterpause der Saison 2013/14 erhielt Stadler auf der Trainerbank Unterstützung durch den erfahrenen ehemaligen Profispieler Karl Meister, der zunehmend die Rolle des Cheftrainers übernahm. Dennoch wurden beide von Vereinsseite als gleichberechtigtes Trainerduo geführt. Ab April 2014 hatte Stadler wieder das alleinige Traineramt inne.
Im Sommer 2014 wurde Stadler durch Drazen Svalina als neuer Cheftrainer der Goiserer abgelöst. Stattdessen übernahm Stadler, der seit November 2011 im Besitz der ÖFB-D-Lizenz war, seine Tätigkeit als sportlicher Leiter des Vereins und trat zudem kurzzeitig als Co-Trainer der Kampfmannschaft des SV Bad Goisern in Erscheinung. Zuvor hatte er bereits zwei Jahre lang nebenbei im Nachwuchsbereich erste Trainererfahrungen gesammelt und hatte innerhalb des Vereins zudem die Funktion des Kassierstellvertreters inne. Anfangs noch als Spieler im Einsatz verletzte er sich in der siebenten Runde der OÖ Liga 2014/15, sodass er mehrere Monate verletzungsbedingt ausfiel und bis zum Saisonende zu keinen Einsatzminuten mehr kam. Als sportlicher Leiter war Stadler bis zum Ende der Saison 2014/15 im Amt. Mit der Mannschaft belegte er abgeschlagen den letzten Tabellenplatz und wechselte anschließend als Spieler zum SK Strobl. Dort konnte er noch einmal seine Offensivgefährlichkeit unter Beweis stellen und kam beim Salzburger Klub aus der sechstklassigen 2. Landesliga Nord auf 31 Treffer bei 25 Meisterschaftseinsätzen, womit er nicht nur Torschützenkönig wurde, sondern seiner Mannschaft auch zum Meistertitel und zum Aufstieg in die nächsthöhere 1. Landesliga verhalf.
Mit Strobl schaffte er in weiterer Folge den Durchzug in die viertklassige Salzburger Liga, nachdem er mit dem Sportklub mit sieben Punkten Vorsprung auf den nächsten Verfolger die Meisterschaft gewann. Mit 22 Toren aus 26 Einsätzen belegte Stadler abermals den ersten Rang in der ligaweiten Torschützenliste. In der Salzburger Liga kam er noch einmal in allen 30 Meisterschaftsspielen zum Einsatz, erzielte dabei 15 Tore und belegte mit der Mannschaft im Endklassement den zehnten Tabellenrang. Nach dem Ende der Saison beendete er zunächst seine aktive Karriere, kehrte jedoch in der Spielzeit 2018/19 temporär zum Verein zurück und absolvierte zum Saisonende hin aushilfsweise drei Einsätze.

## Erfolge

### Vereinserfolge
mit dem SV Neuhofen/Ried II
- Vizemeister der Bezirksliga Süd: 2005/06

mit dem Kapfenberger SV II
- Meister der Oberliga Nord: 2006/07

mit dem SV Bad Goisern
- Meister der Bezirksliga Süd: 2011/12
- Vizemeister der Landesliga West: 2012/13
- Vizemeister der OÖ Liga: 2013/14

mit dem SK Strobl
- Meister der 2. Landesliga Nord: 2015/16
- Meister der 1. Landesliga: 2016/17

### Individuelle Erfolge
- Torschützenkönig der Bezirksliga Süd: 2010/11 (22 Tore; SV Bad Goisern)
- Torschützenkönig der 2. Landesliga Nord: 2015/16 (31 Tore; SK Strobl)
- Torschützenkönig der 1. Landesliga: 2016/17 (22 Tore; SK Strobl)

## Berufslaufbahn
Nachdem er bereits mit Mitte 20 seine Laufbahn als Bankkaufmann begonnen hatte, ist er (Stand: 2025) weiterhin in diesem Beruf tätig und arbeitet derzeit als Kundenbetreuer in der Bankstelle St. Wolfgang der Raiffeisenbank Inneres Salzkammergut.